# Inga lanceifolia
Inga lanceifolia é uma espécie vegetal da família Fabaceae.
Apenas pode ser encontrada no Brasil.